# Banjani
Banjani (Servisch: Бањани) is een plaats in de Servische gemeente Ub. De plaats telt 1395 inwoners (2002).